# Mali-Amarant
Der Mali-Amarant (Lagonosticta virata), auch Kuli Koro Amarant oder Graurücken-Amarant genannt, ist eine Art aus der Familie der Prachtfinken. Es werden für diese Art keine Unterarten beschrieben.

## Beschreibung
Der Mali-Amarant erreicht eine Körperlänge zwischen zehn und elf Zentimetern. Das Männchen hat eine braungraue Kopfplatte und einen graubraunen Rücken. Die Bürzelregion ist rot. Die Bauchmitte sowie die Schenkel sind grau, die Unterschwanzdecken sind schwarz. Das übrige Körpergefieder ist weinrötlich. An den Brustseiten sowie auf den Flanken befinden sich kleine rundliche Flecken. Der Schnabel ist schwärzlich, hellt aber an der Basis zu einem Blauton auf. Die Augen sind dunkelbraun. Der Sexualdimorphismus ist nicht sehr ausgeprägt. Die Weibchen sind lediglich etwas heller als die Männchen. Die Jungvögel sind auf der Körperoberseite grauer als die adulten Vögeln und auf der Körperunterseite graubraun. Bei ihnen fehlen noch jegliche Rottöne im Gefieder.

## Verbreitung und Lebensweise
Das Verbreitungsgebiet des Mali-Amaranten reicht vom Südosten Senegals über den Süden Malis bis in den Norden Guineas. Er ist vor allem am Niger verbreitet. Sein Lebensraum sind felsiges Hügelland, grasbestandenes Buschland am Fuß von Felshügeln sowie Akaziendickichte. Mali-Amaranten fressen vor allem kleine Samen, die sie am Boden auflesen. Die Brutzeit fällt in den Zeitraum Juli bis Dezember. Die Balz des Mali-Amaranten ähnelt dem des Pünktchenamarants: Mit einem Halm oder einer Feder im Schnabel tanzt das Männchen hochaufgerichtet vor dem Weibchen auf und ab. Die Auf- und Ab-Bewegung, die für die Amaranten-Balz typisch ist, entsteht durch ein abwechselndes Strecken und Beugen der Beine. Wenn er die Beine streckt wird gleichzeitig der Kopf hochgeworfen, so dass der Halm oder die Feder lebhaft nach oben geschwenkt wird. Das Weibchen fordert das Männchen schließlich durch Schwanzflirren zur Begattung auf. Das Gelege enthält drei bis vier Eier.
Brutparasit des Mali-Amaranten ist die Baka-Witwe (Vidua larvaticola).

## Haltung
Der Mali-Amarant galt lange als Unterart des Dunkelamaranten. Es ist daher nicht sicher, wann Mali-Amaranten erstmals nach Europa importiert wurden. Er ist mittlerweile jedoch ein regelmäßig im Handel angebotener Vogel, der von einem kleinen Kreis an Liebhabern auch nachgezüchtet wird. Mali-Amaranten sind gegenüber niedrigen Temperaturen empfindlich und müssen ganzjährig in heizbaren Innenvolieren gehalten werden. Die Volieren sollten auch ausreichend dichtes Buschwerk aufweisen, damit sich die Vögel zurückziehen können.

## Belege

### Einzelbelege
1. ↑   Nicolai et al., S. 165
2. ↑   Nicolai et al., S. 164

## Weblink
- Lagonosticta virata in der Roten Liste gefährdeter Arten der IUCN 2013.2. Eingestellt von: BirdLife International, 2012. Abgerufen am 2. Februar  2014.